# Esteban Ostojich
Esteban Daniel Ostojich Vega (* 12. April 1982 in San José de Mayo) ist ein uruguayischer Fußballschiedsrichter. Seit 2016 steht er auf der FIFA-Liste.

## Karriere
Über seinen Vater und Onkel, die beide als Futsal- bzw. Fußballschiedsrichter tätig waren, fand Ostojich 2004 zur Schiedsrichterei. 2013 gab er sein Debüt in der Primera División, der höchsten uruguayischen Spielklasse. Zu Beginn des Jahres 2016 wurde er auf die FIFA-Liste berufen, was ihn zur Leitung internationaler Begegnungen berechtigt. Sein internationales Debüt gab er im April 2017 bei einer Partie der Copa Libertadores-Gruppenphase zwischen Grêmio Porto Alegre und Deportes Iquique.
In der Folge kam Ostojich auch vermehrt als Videoschiedsrichter zum Einsatz, unter anderem amtierte er bei den Endspielen um die Copa Libertadores  2018 und 2019 sowie bei der FIFA-Klub-Weltmeisterschaft 2019 in dieser Funktion. Bei der Klub-WM 2020 ersetzte er seinen vor Turnierbeginn krankheitsbedingt ausgefallenen Landsmann Leodán González als Hauptschiedsrichter und wurde nach einer Zweitrundenpartie mit der Leitung des Finales zwischen dem FC Bayern München und UANL Tigres betraut, welches der deutsche Rekordmeister durch einen umstrittenen Treffer von Benjamin Pavard mit 1:0 für sich entscheiden konnte.
Sein erstes großes Turnier als Schiedsrichter erlebte Ostojich bei der Copa América 2019 in Brasilien, als er eine Vorrundenpartie zwischen Bolivien und Venezuela leitete. Für die Austragung zwei Jahre später – ebenfalls in Brasilien – wurde er erneut berufen. Nach zwei Spielleitungen in der Vorrunde und einem Viertelfinale wurde er schließlich auch für die Leitung des Finales zwischen Argentinien und Gastgeber Brasilien nominiert.
Nachdem er im November 2021 in der WM-Qualifikationspartie zwischen Brasilien und Argentinien als Videoschiedsrichter eine Tätlichkeit von Nicolás Otamendi übersehen hatte, wurden er und Hauptschiedsrichter Andrés Cunha seitens des südamerikanischen Verbandes für alle internationalen Begegnungen bis auf weiteres gesperrt. Ab dem Frühjahr 2022 wurde Ostojich wieder als Schiedsrichter international eingesetzt, verpasste jedoch eine Nominierung für die WM 2022 im Winter desselben Jahres.
2024 leitete er das Finale der Copa Sudamericana dem zweitwichtigsten internationalen Vereinswettbewerb Südamerikas. Racing Club de Avellaneda aus Argentinien gewann mit 3:1 gegen den brasilianischen Vertreter Cruzeiro Belo Horizonte.

## Privates
Bevor Ostojich sich als Profi-Schiedsrichter spezialisierte, war er als Verwaltungsangestellter und Schachlehrer an einer Volkshochschule beschäftigt. Er ist Vater von vier Kindern und lebt mit seiner Familie in San José de Mayo.